# Rial iraní
El rial (ریال en persa; código ISO 4217 IRR; en inglés, Rls) es la moneda oficial de Irán. Se divide en 100 dinares pero, debido al bajo valor del rial, la fracción no se usa.
Aunque desde 1932 dejó de ser oficial el tomán (diez riales), hoy en día sigue siendo una moneda de cuenta para denominar cantidades de dinero. Normalmente los precios están marcados en tomanes (1.000 tomanes = 10.000 riales).[cita requerida]
No existe un símbolo oficial para el rial, sin embargo la Agencia de Normalización iraní creó un símbolo para las máquinas de escribir: ﷼(normas ISIRI 2900 y 3342).

## Historia
El rial se introdujo en 1798 como una octava parte del tomán iraní. En 1825, el rial dejó de ser emitido dejando paso al qirán iraní, de 1.000 dinares. En 1932, el rial sustituyó al qirán con paridad de 1:1, aunque se dividía en 100 nuevos dinares. Antes de la decimalización del sistema monetario en 1932, estas monedas se siguieron usando.
| Moneda            | Valor en dinares | Periodo           |
| ----------------- | ---------------- | ----------------- |
| Shahi             | 50 dinares       | Dinastía samánida |
| Mahmudí (sannar)  | 100 dinares      | Mahmud de Ghazni  |
| Abbasi            | 200 dinares      | Shah Abás I       |
| Naderi (da-shahi) | 500 dinares      | Nader Shah        |
| Qiran             | 1.000 dinares    | Fath Alí Shah     |
| Rial              | 1.250 dinares    | Fath Alí Shah     |
| Dozarí            | 2.000 dinares    | Dinastía kayar    |
| Panchzarí         | 5.000 dinares    | Dinastía kayar    |
| Tomán             | 10.000 dinares   | Imperio mogol     |

## Valor
En 1932, el cambio del rial con la libra esterlina era de £1 = 59,75 riales. Éste cambió a 80,25 en 1936, 64,350 en 1939, 68,8 en 1940, 141 en 1941 y 129 en 1942. En 1945, Irán cambió su paridad al dólar estadounidense.
En 1979, 1 rial equivalía a menos de 1 centavo estadounidense. El valor de la moneda iraní disminuyó precipitadamente tras la revolución islámica debido a la fuga de divisas del país.

### Sistema de tasa de cambio
Hasta 2002, el tipo de cambio de Irán se basaba en un "sistema de capas", en el que el Estado y las empresas públicas se beneficiaban de una tasa de cambio predefinida (1750 IRR = 1 USD), mientras que el sector privado tenía que pagar la tasa real de cambio del mercado (8.000 IRR = 1 USD). Sin embargo, en marzo de 2002 este sistema estratificado se sustituyó por uno unificado que dictaba la tasa de cambio del mercado.

### Redenominación
Debido al bajo valor del rial desde finales de los años 1980 se ha propuesto un cambio de moneda. La propuesta de una nueva emisión se ha mantenido viva, y como resultado se han emitido billetes de mayores denominaciones durante 2003. Los opositores a una nueva redenominación son más cautelosos debido a los posibles efectos de la inflación.
El 12 de abril de 2007, la Comisión Económica del Parlamento iraní anunció la preparación de un nuevo estatuto para el cambio de la moneda, argumentando que una redenominación ayudaría a reducir la inflación como en Turquía, pero luego el Banco Central de la República Islámica de Irán imprimió cheques especiales con la misma función que los billetes, en denominaciones de 500.000 y 1.000.000 de riales, para facilitar las transacciones comerciales con sumas de alto valor. En 2008, un directivo del Banco Central de Irán planeó quitarle hasta cuatro ceros, y luego renombrarla como "toman".
En 2016, el gobierno anunció su plan para terminar con el estado oficial del rial, reemplazándolo con la unidad de uso común, el toman (que representa 10.000 riales). 
En julio de 2019, el gobierno iraní aprobó un proyecto de ley para cambiar la moneda nacional del rial al toman con un toman equivalente a 10 rupias, un proceso que, según se informa, costará US$ 160 millones.  Esta propuesta fue aprobada por el parlamento iraní en mayo de 2020. Es probable que el cambio se realice gradualmente durante un período de hasta dos años.

### Devaluación
A raíz de la crisis de las armas nucleares y el pago de multas por parte del gobierno iraní, el rial desplomó su valor. Para el 4 de octubre de 2012 hacían falta 36.000 riales para cambiar por un dólar.

## Monedas

### Primer rial
Las primeras monedas acuñadas fueron emisiones de plata de ⅛, ¼, ½ y 1 rial.

### Segundo rial
Las primeras monedas del segundo rial se acuñaron en denominaciones 1, 2, 5, 10 y 25 dinares, y ½, 1, 2 y 5 riales. Las monedas de ½ rial a 5 riales estaban acuñadas en plata. También se acuñaron monedas de oro denominadas en pahlavi, que inicialmente valían 100 riales. En 1944, las acuñaciones de plata redujeron su tamaño. Ese mismo año también cesó la producción de monedas inferiores a los 25 dinares. En 1945 se introdujeron monedas de 10 riales de plata, y en 1953 se dejó de utilizar plata en la fabricación de monedas, siendo en esta época la moneda de 50 dinares la más pequeña del cono monetario. En 1972 se introdujeron monedas de 20 riales.
Tras la Revolución iraní, se cambiaron los diseños de las monedas, sustituyendo el retrato del Sha de Persia. Los tamaños y composiciones no cambiaron. En 1980 solo se acuñaron monedas de 50 dinares, y un año más tarde se añadieron denominaciones de 50 riales.
En 1997, se introdujo una nueva serie de monedas en la que se redujeron los tamaños de las monedas de 1, 5, 10 y 50 riales, y se añadieron las de 100 riales. Un año más tarde se introdujo una moneda de 250 riales bimetálica.
| Denominación | Emisión | Metal    | Metal    | Canto    | Diámetro (mm) | Peso (g) | Anverso                            | Reverso                                           |
| Denominación | Emisión | Anillo   | Centro   | Canto    | Diámetro (mm) | Peso (g) | Anverso                            | Reverso                                           |
| ------------ | ------- | -------- | -------- | -------- | ------------- | -------- | ---------------------------------- | ------------------------------------------------- |
| 5 riales     | 1997    | Cu+Ni+Zn | Cu+Ni+Zn | Estriado | 19,20         | 2,00     | Tumba del poeta Hafiz Shirazi      | ریال ۵ - año de acuñación - جمهوری اسلامی ایران   |
| 10 riales    | 1997    | Cu+Ni+Zn | Cu+Ni+Zn | Estriado | 21,20         | 3,00     | Tumba del poeta Ferdousí           | ریال ۱۰ - año de acuñación - جمهوری اسلامی ایران  |
| 50 riales    | 1997    | Cu+Ni    | Cu+Ni    | Estriado | 26,30         | 7,10     | Mezquita de Hazrat Masumah         | ریال ۵۰ - año de acuñación - جمهوری اسلامی ایران  |
| 100 riales   | 1997    | Cu+Ni    | Cu+Ni    | Estriado | 29,30         | 7,10     | Mezquita de Imam Reza, en Mashhad. | ریال ۱۰۰- año de acuñación - جمهوری اسلامی ایران  |
| 250 riales   | 1998    | Cu+Ni+Zn | Cu+Ni    | Estriado | 28,30         | 10,07    | Flor de granada - Ramas de laurel  | ریال ۲۵۰ - año de acuñación - جمهوری اسلامی ایران |

En el 2004, los tamaños de las monedas de 50, 100 y 250 riales se redujeron y se cambió su composición; además, se añadieron nuevas monedas bimetálicas de 500 riales.
| Denominación | Emisión | Metal    | Metal    | Canto    | Diámetro (mm) | Peso (g) | Anverso                                                                                                  | Reverso                                           |
| Denominación | Emisión | Anillo   | Centro   | Canto    | Diámetro (mm) | Peso (g) | Anverso                                                                                                  | Reverso                                           |
| ------------ | ------- | -------- | -------- | -------- | ------------- | -------- | --- | ------------------------------------------------- |
| 50 riales    | 2004    | Cu+Ni+Zn | Cu+Ni+Zn | Estriado | 20,20         | 3,50     | Mezquita de Hazrat Masumah                                                                               | ریال ۵۰ - año de acuñación - جمهوری اسلامی ایران  |
| 100 riales   | 2004    | Cu+Ni+Zn | Cu+Ni+Zn | Estriado | 22,95         | 4,60     | Mezquita de Imam Reza, en Mashhad.                                                                       | ریال ۱۰۰- año de acuñación - جمهوری اسلامی ایران  |
| 250 riales   | 2004    | Cu+Ni    | Cu+Ni    | Estriado | 24,52         | 5,50     | Flor de granada - Ramas de laurel                                                                        | ریال ۲۵۰ - año de acuñación - جمهوری اسلامی ایران |
| 500 riales   | 2004    | Cu+Ni    | Cu+Ni+Zn | Estriado | 27,25         | 8,90     | Fénix del libro épico Shāhnāmé, del poeta Ferdousí. Rosas de los bajorrelieves del palacio de Persépolis | ریال ۵۰۰- año de acuñación - جمهوری اسلامی ایران  |

En el 2007, se redujo el tamaño y se cambió la composición de las monedas de 250 y 500 riales.
| Denominación | Emisión | Metal    | Canto    | Diámetro (mm) | Peso (g) | Anverso                                                                                                  | Reverso                                           |
| ------------ | ------- | -------- | -------- | ------------- | -------- | --- | ------------------------------------------------- |
| 250 riales   | 2007    | Cu+Ni+Zn | Estriado | 24,00         | 5,00     | Flor de granada - Ramas de laurel                                                                        | ریال ۲۵۰ - año de acuñación - جمهوری اسلامی ایران |
| 500 riales   | 2007    | Cu+Ni+Zn | Estriado | 25,50         | 6,35     | Fénix del libro épico Shāhnāmé, del poeta Ferdousí. Rosas de los bajorrelieves del palacio de Persépolis | ریال ۵۰۰- año de acuñación - جمهوری اسلامی ایران  |

Con las sucesivas devaluaciones que ha sufrido el rial, en 2009 se introdujeron nuevas monedas en denominaciones de 250, 500 y 1.000 riales.
| Denominación | Emisión | Metal    | Canto    | Diámetro (mm.) | Peso (gr.) | Anverso                                | Reverso                                           |
| ------------ | ------- | -------- | -------- | -------------- | ---------- | -------------------------------------- | ------------------------------------------------- |
| 250 riales   | 2009    | Cu+Ni+Zn | Estriado | 18,60          | 2,80       | Escuela teológica de Feyziyeh, en Qom. | ریال ۲۵۰ - año de acuñación - جمهوری اسلامی ایران |
| 500 riales   | 2009    | Cu+Ni+Zn | Estriado | 20,90          | 3,90       | Tumba del poeta Saadi, en Shiraz.      | ریال ۵۰۰- año de acuñación - جمهوری اسلامی ایران  |
| 1.000 riales | 2009    | Cu+Ni+Zn | Estriado | 23,60          | 5,90       | Puente de Khajou, en Isfahán.          | ریال ۱۰۰۰- año de acuñación - جمهوری اسلامی ایران |
| 2.000 riales | 2010    | Acero    |          |                |            | Mezquita                               | ریال ۲۰۰۰- año de acuñación - جمهوری اسلامی ایران |
| 5.000 riales | 2010    | Acero    |          |                |            | Leyenda                                | ریال ۵۰۰۰- año de acuñación - جمهوری اسلامی ایران |

### Rial Digital
El Rial Digital o Moneda Nacional de Irán es un tipo de moneda digital no física que, según el anuncio del Banco Central de la República Islámica de Irán, servira para respaldar las transacciones de su contraparte física.

## Billetes
En 1932, los primeros billetes eran emitidos por el Bank Melli Iran en denominaciones de 5, 10, 20, 50, 100 y 500 riales. Los billetes de 1.000 riales se introdujeron en 1935, seguidos de los billetes de 200 riales en 1951 y los de 5.000 y 10.000 riales en 1952. En la década de los años 40 se añadieron denominaciones de 5 riales, y en los años 60 los de 10 riales. En 1961 se creó el Banco Central de la República Islámica de Irán que asumió las competencias para emitir dinero.
En 1979, después de la Revolución Islámica, se añadieron diseños y sellos encima del retrato del Sha. La primera emisión regular de billetes de la República Islámica aparecieron en las denominaciones de 100, 200, 500, 1.000, 5.000 y 10.000 riales. Los billetes de 2.000 riales fueron introducidos en 1986.

### Emisión de grandes denominaciones (Devaluación)
Las primeras impresiones de billetes de más de 10.000 riales se hicieron en 1989, y en 1992 el Banco Central solicitó permiso de las autoridades del gobierno y clericales para imprimir los billetes de 20.000, 50.000 y 100.000 riales.
Actualmente los billetes en circulación son de las siguientes denominaciones: 100, 200, 500, 1.000, 2.000, 5.000, 10.000, 20.000, 50.000 y 100.000 riales con los del ayatolá Ruhollah Jomeini.
| Denominación   | Color predominante | Descripción del anverso | Descripción del reverso                                                                         |
| -------------- | ------------------ | ----------------------- | ----------------------------------------------------------------------------------------------- |
| 100 Riales     | Rosa               | Seyyed Hasán Modarrés   | Antigua sede de la Asamblea Consultiva Islámica                                                 |
| 200 Riales     | Verde              | Torre Azadi             | Jahad-e Sazandegi (جهاد سازندگی)                                                                |
| 500 Riales     | Gris               | Oradores del viernes    | Entrada principal a la Universidad de Teherán                                                   |
| 1.000 Riales   | Marrón             | Ruhollah Jomeini        | Cúpula de la Roca                                                                               |
| 2.000 Riales   | Violeta            | Ruhollah Jomeini        | Kaaba                                                                                           |
| 5.000 Riales   | Rosa               | Ruhollah Jomeini        | Flores y pájaros                                                                                |
| 10.000 Riales  | Verde              | Ruhollah Jomeini        | Monte Damavand                                                                                  |
| 20.000 Riales  | Azul               | Ruhollah Jomeini        | Plaza de Naqsh-e Yahán                                                                          |
| 50.000 Riales  | Violeta/Amarillo   | Ruhollah Jomeini        | Mapa de Irán con el símbolo del átomo, una cita de Mahoma y la inscripción inglesa Persian Gulf |
| 100.000 Riales | Verde              | Ruhollah Jomeini        | Mausoleo de Saadí de Shiraz                                                                     |

### Cheques especiales
En la actualidad los billetes de mayor denominación son los de 50.000 riales. Para poder permitir el pago de cantidades mayores el Banco Central puede imprimir cheques o bonos (en persa: چک مسافرتی) especiales con dichas cantidades. Estos cheques tienen valor de un año, sin embargo muchos comercios no los aceptan. Hay dos tipos: los conocidos como Iran cheque, que pueden cambiarse en cualquier banco, y los que tienen que cambiarse en la institución emisora. Se emiten en denominaciones de 200.000, 500.000, 1.000.000, 2.000.000 y 5.000.000 riales.

### Serie intergeneracional (2019-2023)
En preparación para una próxima redenominación en la que 10.000 riales se convertirán en un toman, los billetes de esta serie muestran el valor numérico en tomanes y en riales (este último con los cuatro ceros finales sin resaltar). Debido a la escasez de papel moneda, se han emitido denominaciones más altas en forma de cheques en lugar de billetes de curso legal.
| Denominación               | Color predominante | Descripción del anverso | Descripción del reverso          |
| -------------------------- | ------------------ | ----------------------- | -------------------------------- |
| 10,000 Riales (1 toman)    | Gris               | Ruhollah Jomeini        | Mausoleo de Avicenna en Hamadán  |
| 20,000 Riales (2 tomans)   | Azul               | Ruhollah Jomeini        | Mausoleo de los poetas en Tabriz |
| 50,000 Riales (5 tomans)   | Violeta            | Ruhollah Jomeini        | Tumba de Hafez en Shiraz         |
| 100,000 Riales (10 tomans) | Verde              | Ruhollah Jomeini        | Tumba de Hafez en Shiraz         |